# 喬凡娜·史提凡洛域
约瓦娜·斯特万诺维奇（1992年6月30日—），塞爾維亞女子排球運動員，司職副攻。現時效力於土超豪門伊薩奇巴希女排俱樂部。
她是塞爾維亞國家女子排球隊的副攻。斯特万诺维奇代表塞爾維亞在巴西出戰2016年奥林匹克运动会奪得銀牌，為塞爾維亞奧林匹克運動會女子排球比賽史上第一枚獎牌。